# Tweede Kamerverkiezingen in het kiesdistrict Sittard (1848-1850)
Tweede Kamerverkiezingen in het kiesdistrict Sittard (1848-1850) geeft een overzicht van verkiezingen voor de Nederlandse Tweede Kamer in het kiesdistrict Sittard in de periode 1848-1850.
Het kiesdistrict Sittard werd ingesteld na de grondwetsherziening van 1848.  Tot het kiesdistrict behoorden de volgende gemeenten: Amstenrade, Beek, Bingelrade, Born, Broeksittard, Brunssum, Echt, Elsloo, Geleen, Grevenbicht, Jabeek, Limbricht, Maasbracht, Merkelbeek, Montfort, Munstergeleen, Nieuwstadt, Obbicht en Papenhoven, Ohé en Laak, Oirsbeek, Roosteren, Schinnen, Schinveld, Sittard, Spaubeek, Stein, Stevensweert, Susteren en Urmond.
Het kiesdistrict Sittard vaardigde in deze periode per zittingsperiode één lid af naar de Tweede Kamer. 
Legenda
- cursief: in de eerste verkiezingsronde geëindigd op de eerste of tweede plaats, en geplaatst voor de tweede ronde;
- vet: gekozen als lid van de Tweede Kamer.

## 30 november 1848
De verkiezingen werden gehouden na ontbinding van de Tweede Kamer, na inwerkingtreding van de herziene grondwet.
|                                    | 30 november | 9 december |
| ---------------------------------- | ----------- | ---------- |
| Kiesgerechtigden                   | 596         | 596        |
| Opkomst                            | 450         | 464        |
| Geldige stemmen                    | 448         | 459        |
| Blanco stemmen                     | 3           | 3          |
| Kandidaten                         |             |            |
| J.L.T.A.L. van Scherpenzeel Heusch | 221         | 249        |
| W. de la Haye                      | 216         | 210        |

## 14 juni 1849
Jan van Scherpenzeel Heusch, beoogd Tweede Kamerlid na de verkiezingen van 9 december 1848, deelde op 22 mei 1849 mee zijn benoeming niet aan te nemen. Om in de ontstane vacature te voorzien werd een naverkiezing gehouden.
|                    | 14 juni | 29 juni |
| ------------------ | ------- | ------- |
| Kiesgerechtigden   | 596     | 596     |
| Opkomst            | 273     | 337     |
| Geldige stemmen    | 267     | 335     |
| Blanco stemmen     | 2       | 2       |
| Kandidaten         |         |         |
| J.J. Lambrechts    | 72      | 181     |
| J.J.F.M.H. Corneli | 94      | 154     |
| I. Collaes         | 37      |         |
| C. Reynen          | 35      |         |
| W. Sassen          | 22      |         |

## Opheffing
In 1850 werd het kiesdistrict Sittard opgeheven. De gemeenten Beek, Brunssum, Merkelbeek, Schinveld, Spaubeek en Stein werden toegevoegd aan het kiesdistrict Maastricht, de overige gemeenten aan het kiesdistrict Roermond. Maastricht en Roermond werden beide omgezet in een meervoudig kiesdistrict. 